# Pseudanophthalmus conditus
Pseudanophthalmus conditus är en skalbaggsart som beskrevs av Krekeler. Pseudanophthalmus conditus ingår i släktet Pseudanophthalmus och familjen jordlöpare. Inga underarter finns listade i Catalogue of Life.